# Titularbistum Tiguala
Tiguala war eine antike Stadt in der römischen Provinz Byzacena bzw. Africa proconsularis in der Sahelregion von Tunesien.
Tiguala ist ein ehemaliges Bistum der römisch-katholischen Kirche und heute ein Titularbistum (Dioecesis Tigualensis).
| Titularbischöfe von Tiguala |                                |                                                                      |                  |               |
| Nr.                         | Name                           | Amt                                                                  | von              | bis           |
| 1                           | Aloysius Joseph Willinger CSsR | emeritierter Bischof von Monterey-Fresno (USA)                       | 16. Oktober 1967 | 25. Juli 1973 |
| 2                           | Mario Enrique Ríos Montt CM    | Territorialprälat von Escuintla Weihbischof in Guatemala (Guatemala) | 13. Juli 1974    |               |